# Kołchida (1898)
„Kołchida” (ros. Колхида) – rosyjski jacht oceaniczny o napędzie parowo-motorowym, pływający w składzie Floty Czarnomorskiej, wojsk bolszewickich, Flotylli Dońskiej i Floty Czarnomorskiej Białych w latach 1913–1920

## Historia
Został zbudowany w 1898 r. w fińskiej stoczni W:m Crichton & C:o na zamówienie carskiej rodziny. Początkowo nosił nazwę „Tamara”. W 1913 r. ministerstwo morskie Rosji odkupiło jacht od wielkiego księcia Michaiła Aleksandrowicza i przemianowało na „Kołchida”. W październiku 1914 r. jacht został zmobilizowany i przebazowany do Sewastopola, gdzie go uzbrojono i wyposażono w radiostację o silnej mocy. Jesienią 1916 r. skierowano go na remont do Rostowa nad Donem, gdzie zastała go rewolucja. Załoga przeszła na stronę bolszewików. Zasłużyła się tym, że poprzez radiostację rozpropagowała na obszarze południowej Rosji dekrety bolszewickiej Rady Komisarzy Ludowych (Sownarkomu). Z tego powodu jacht przemianowano na „Donskaja Awrora”. Podczas walk z wojskami Kozaków dońskich atamana gen. Aleksieja M. Kaledina na jachcie znajdował się sztab miejscowych wojsk bolszewickich. W maju 1918 r. jacht został zdobyty przez Kozaków gen. Piotra N. Krasnowa. Otrzymał nową nazwę „Piernacz”. Do  pocz. 1920 r. pływał w składzie Flotylli Dońskiej, a następnie Floty Czarnomorskiej Białych (pod starą nazwą „Kołchida”). 3 marca tego roku jacht z uchodźcami rosyjskimi na pokładzie zatonął u wejścia do Zatoki Warneńskiej, po wpadnięciu na wrak zatopionego statku. Prawdopodobnie wcześniej próbował dostać się do Turcji, ale został zmuszony do udania się ku brzegom Bułgarii. W 1922 r. Bułgarzy zdemontowali z wraku jachtu uzbrojenie i wyposażenie. W latach 60. nurkowie wydobyli z jachtu kolejne przedmioty, które zostały przeniesione do Muzeum Wojenno-Morskiego w Warnie. Natomiast w Muzeum Krajowym w Rostowie nad Donem znajduje się replika jachtu.